# Grodkowo (Mazovie)
Pour les articles homonymes, voir Grodkowo.
Grodkowo (prononciation : [ɡrɔtˈkɔvɔ]) est un village polonais de la gmina de Wyszogród dans le powiat de Płock de la voïvodie de Mazovie dans le centre-est de la Pologne.
Il se situe à environ 6 kilomètres au nord de Wyszogród (siège de la gmina), 37 kilomètres à l'est de Płock (siège du powiat) et à 60 kilomètres au nord-ouest de Varsovie (capitale de la Pologne).

## Histoire
De 1975 à 1998, le village appartenait administrativement à la voïvodie de Płock.